# Anatolia (imię)
Anatolia, Anatola – imię żeńskie pochodzenia greckiego, oznaczające "pochodząca ze wschodu, wschodnia".
Męskim odpowiednikiem jest Anatol.
Anatolia i Anatola imieniny obchodzą:
- 9 lipca, jako wspomnienie św. Anatolii, męczennicy oraz towarzyszki św. Wiktorii i św. Audaksa,
- 23 grudnia, jako wspomnienie św. Wiktorii z Sabiny, towarzyszki wymienionej św. Anatolii (obecnie wspominane wspólnie 10 lipca)[2].